# 在中華民国日本国大使館
在中華民国日本国大使館（ざいちゅうかみんこくにほんこくたいしかん、繁: 日本國駐中華民國大使館、英語: Embassy of Japan in the Republic of China）および在中華民国日本帝国大使館（ざいちゅうかみんこくにほんていこくたいしかん、旧字体：在中華民國日本帝󠄁國大使󠄁館󠄁、繁: 日本帝國駐中華民國大使館）は、かつて中華民国に置かれていた日本の大使館である。中華民国は建国後に分裂や領土の大幅な縮小を経験しており、日本の大使館や公使館が置かれていた都市は時期によって異なる。また、1963年4月1日から1972年9月29日にかけて、大使館と併設される形で在台北日本国総領事館（繁体字中国語: 日本國駐臺北總領事館、英語: Consulate-General of Japan in Taipei）も置かれていた。

## 歴史

在中華民国日本帝国大使館の旧跡

元来日本は中華民国に対しては、前の清朝時代に引き続いて在中華民国日本帝国公使館（旧字体: 在中華民國日本帝國公使館、繁体字中国語: 日本帝國駐中華民國公使館、英語: Legation of Japan in the Republic of China）を設置していたが、日華関係改善の観点からこれを大使館に格上げする提案が度々出されていた。1935年、広田弘毅外相のもとで帝国公使館が格上げされて在中華民国日本帝国大使館が発足した。同時に広田はイギリス、フランス、アメリカ、ドイツにも在華公使館の大使館格上げを勧め、各国から同意を得た。しかしこうした対中融和には軍部が強く反発し、華北分離工作を強化していく。広田もこれに引きずられる形で広田三原則を出すなど対中姿勢を硬化させ、汪兆銘行政院長ら国民政府内の親日派の失脚につながっていく。
1940年3月30日、親日派の汪兆銘が首都の南京で政権を樹立し、臨時首都の重慶に拠って日本と対立する蔣介石政権と袂を分かった。南京の帝国大使館は、1945年8月15日に日本が連合国に降伏して日中戦争が終結するまで存続した。
日中戦争が終結してから1年足らずの1946年7月、大陸では蔣介石率いる中華民国国民政府と毛沢東率いる中国人民解放軍との間で国共内戦が勃発した。内戦を経て人民解放軍は1949年までに台湾およびその周辺島嶼を除くほぼ全土を占領して、同年10月1日、中華人民共和国が成立した。
1950年4月19日、連合国軍占領下の日本において、日本政府在外事務所設置法（昭和25年法律第105号）が公布・施行された。1951年1月17日、台湾へ移転した中華民国行政院は院会決議を通じて、日本政府が1950年9月に提出した在台湾代表派遣要請を受け入れた。9月29日、日本政府在外事務所増置令（昭和26年9月29日政令第309号）が公布・施行された。10月1日、日台両側が日本政府在外事務所が設置されることを発表した。11月17日、在台北日本政府在外事務所は、台北市中山北路二段109号である住所に開設された。木村四郎七および中田豊千代がそれぞれ初代事務所長・副所長に就任した:274-275。
1952年に日本は台湾側と日華平和条約を結んで講和し、国交樹立に伴い中華民国の臨時首都である台北に在中華民国日本国大使館が設置された。1963年4月1日、大使館と併設される形で在台北日本国総領事館（繁体字中国語: 日本國駐臺北總領事館、英語: Consulate-General of Japan in Taipei）の新設が定められる。
1972年9月29日、日中国交正常化に伴い日華（日台）両国は国交を断絶し、お互いの国に設置していた大使館と総領事館も廃止された。日華断交後は、台湾における日本の実務機関として交流協会（現・日本台湾交流協会）が置かれた。